# بطرس دياب الحلبي

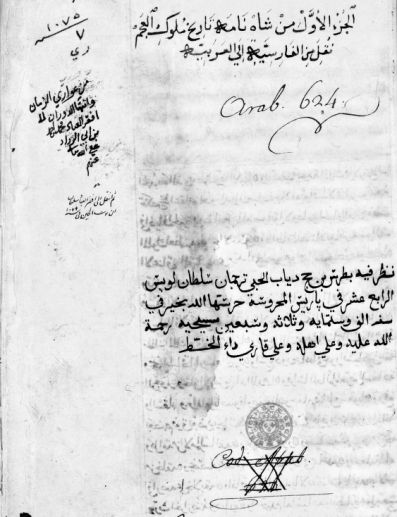
مخطوط رقم 1896 في المكتبة الوطنية الفرنسية باريس، وهي الترجمة العربية للشاهنامه، وفيها نص بخط الحلبي.

بطرس دياب الحلبي (توفي 1709 م) هو من أولئك السوريين المسيحيين الذين كان يستعان بهم في أوروبا على وصف وفهرسة المخطوطات العربية الموجودة في مكتبات أوروبا.
كان يكتب اسمه Pierre Dipy d'Alep وعرف في فرنسا بـ «بيير ديبي». صنّف أول فهرس للمخطوطات العربية في المكتبة الملكية (المكتبة الوطنية الفرنسية اليوم) في باريس 1677 م.